# I diavoli verdi di Montecassino
I diavoli verdi di Montecassino (Die grünen Teufel von Monte Cassino) è un film del 1958 diretto da Harald Reinl.
La pellicola è ambientata durante la battaglia di Cassino e narra la vicenda del salvataggio dei tesori artistici custoditi nell'abbazia di Montecassino, che vennero portati dai nazisti in Vaticano e così risparmiati dai bombardamenti alleati.

## Trama
La 1ª divisione paracadutisti dell'aeronautica tedesca viene inviata ad Avignone: durante il lancio alcuni soldati si feriscono, tra cui il capocacciatore Karl Christiansen (militare che era stato degradato quando rifiutò di giustiziare un soldato nemico). Durante la degenza in ospedale, viene curato dall'infermiera Inge e i due si innamorano, ma anche il tenente Reiter mette gli occhi su di lei. Inge e i soldati si separano quando la divisione si trasferisce inaspettatamente a Cassino per respingere l'attacco degli Alleati e mantenere la posizione il più a lungo possibile.
Dal momento che l'abbazia di Montecassino doveva essere risparmiata da qualsiasi combattimento, la popolazione civile cerca rifugio nel monastero e Inge, trasferita anch'essa a Cassino, fornisce assistenza medica ai civili, nonostante gli insulti da parte di Gina, che la accusa di essere una nazista. Padre Emmanuel cerca di placare gli animi della gente e poco dopo mostra a Inge i tesori artistici provenienti dai musei e che erano stati portati al monastero per motivi di sicurezza.
Inge racconta della presenza delle opere d'arte al tenente colonnello Julius Schlegel, il quale è inorridito perché considera che il rifugio non sia sicuro. Schlegel dovrebbe tornare a casa per motivi di salute, ma decide di rimanere al fronte: vuole portare i tesori d'arte in Vaticano e salvarli. Riesce così a convincere Erzabt della necessità di portarli via: decide così di requisire alcuni camion per trasportare i tesori e ordina ad alcuni soldati, già posti a difesa del monastero, di aiutarlo e seguirlo. Presto gli Alleati vengono a conoscenza del piano e annunciano alla radio che i tedeschi stanno saccheggiando il monastero di Montecassino. I partigiani allora prendono posizione, e il superiore generale Heidenreich convoca Schlegel, le cui azioni sarebbero punibili con la morte. Ma Schlegel è in grado di convincere Heidenreich della necessità di quanto sta facendo, cosicché ottiene che vengano messi a disposizione più camion e più uomini per salvare le opere d'arte. Reiter rivede di nuovo Inge in ospedale, ma si rende conto che questa è innamorata di Karl Christiansen. Pertanto, Reiter assegna a Karl il rischioso compito di accompagnare il trasporto dei tesori d'arte. Anche Inge si aggrega al convoglio, dovendo andare a Roma a procurarsi i medicinali per l'ospedale militare: in questo modo si riunisce a Karl.
Durante la notte Reiter sorprende nella sua camera da letto la giovane Gina (la casa le era stata confiscata dai tedeschi e i partigiani le avevano chiesto di andare a prendere il fucile che custodiva nella camera da letto). Quando Reiter la sorprende mentre entra nella stanza, lei si giustifica prendendo un macinacaffè, e i due finiscono a letto. Al mattino Reiter apre l'armadio da cui Gina aveva preso il macinacaffè e vi trova il fucile, dando così l'allarme ai suoi uomini, che arrivano giusto in tempo per contrastare l'attacco dei partigiani contro i camion che trasportano le opere d'arte. Muoiono due soldati tedeschi, mentre Fausto, amico di Gina, viene catturato. Viene ordinato a Karl di uccidere il prigioniero italiano, ma lui finge di sparargli e lo lascia scappare. In questo modo la carovana di camion con gli ultimi tesori artistici può finalmente raggiungere il Vaticano senza danni.
Poco dopo, il 15 febbraio 1944, il monastero di Montecassino viene distrutto dai bombardamenti. In seguito, Inge e Karl ritornano al monastero con i rinforzi per prendersi cura dei feriti e mantenere la posizione. Reiter viene nominato comandante di un battaglione che si trova lontano, ma, mentre è in viaggio per raggiungerlo, viene colpito e ucciso dai soldati americani. La battaglia per il monastero continua. Alla fine del film viene mostrato un cimitero, che testimonia le gravissime perdite su entrambi i fronti della battaglia. Inge e Karl sono sopravvissuti alla guerra e passano attraverso le file di tombe, mentre il monastero di Montecassino è stato ricostruito.

## Produzione

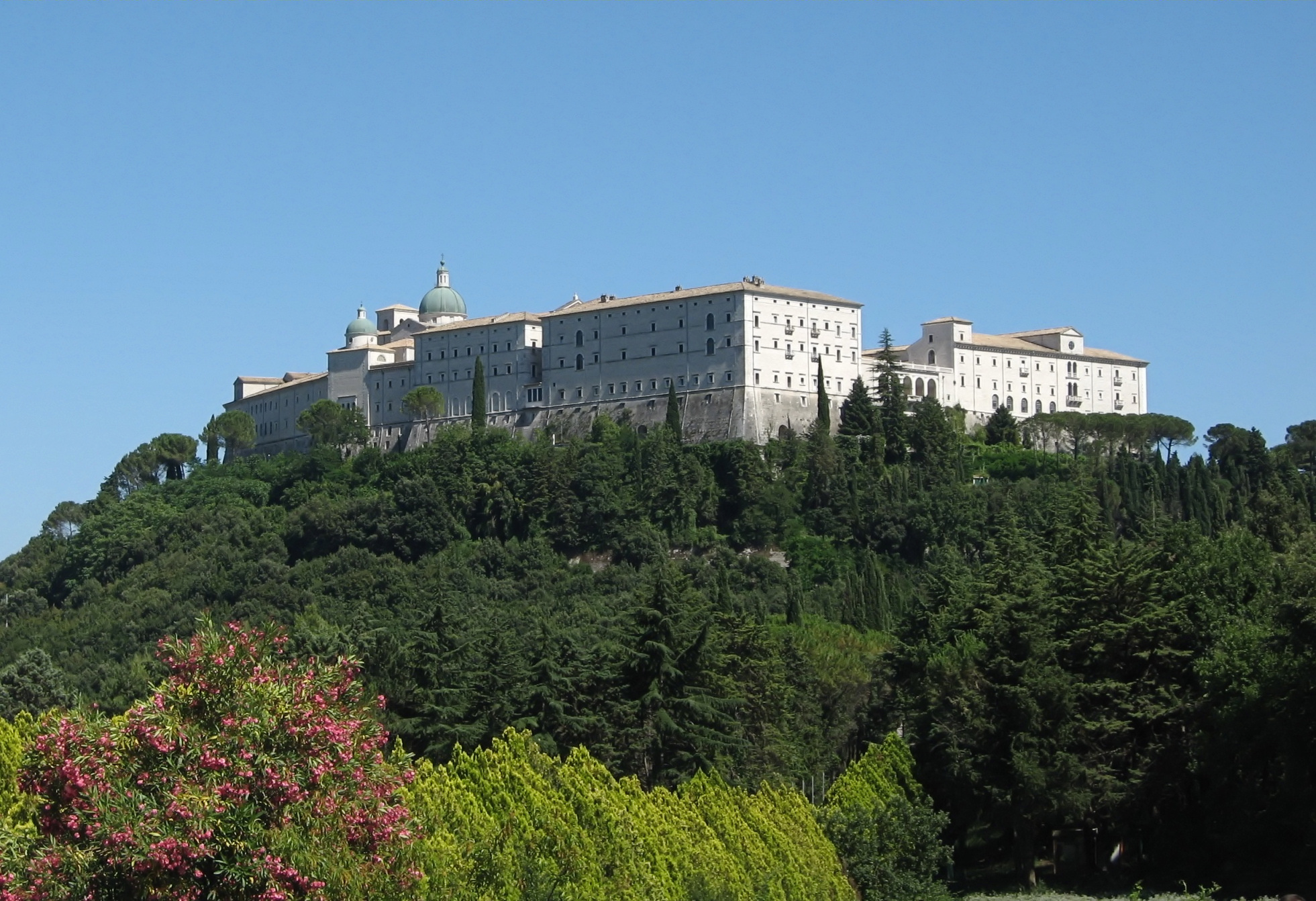
Immagine moderna dell'abbazia di Montecassino

Inizialmente la direzione del film era stata affidata al regista Fernando Cerchio in una coproduzione italo-tedesca. Tuttavia, la casa di produzione cinematografica italiana Transmonde si ritirò dal progetto, in parte per motivi legati alla sceneggiatura cinematografica. Dopo il successivo rifiuto del regista tedesco Veit Harlan, che non conosceva l'argomento, venne scelto Harald Reinl, che aveva girato nel 1955 il suo primo film di guerra Solange du lebst. Al posto di Felix Lützkendorf, la sceneggiatura venne scritta da Michael Graf Soltikow, in collaborazione con Julius Joachim Bartsch e basandosi su un'idea dell'operatore cinematografico Albert Armin Lerche.

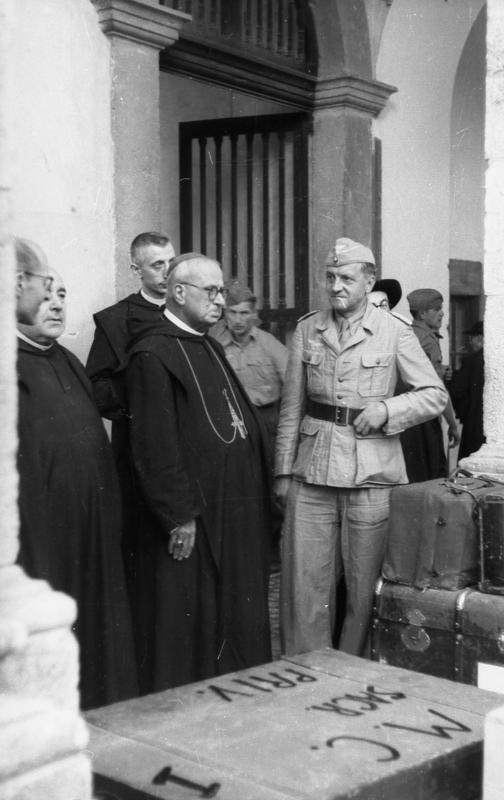
Julius Schlegel e l'arciabate di Montecassino Gregorio Diamare durante il trasporto delle opere d'arte

Lerche infatti aveva partecipato come paracadutista alla battaglia di Montecassino. La storia del film, in cui i tesori artistici del monastero di Montecassino vengono salvati da un soldato della Wehrmacht, si basa su un evento reale: su iniziativa di Julius Schlegel, i tesori artistici del monastero di Montecassino furono evacuati con un camion dell'esercito e portati a Castel Sant'Angelo a Roma durante la seconda guerra mondiale e così salvati. Nel film Schlegel è interpretato dall'attore Ewald Balser, mentre gli eventi storici sono stati in parte romanzati.
Le riprese del film sono iniziate il 25 novembre 1957 ad Avignone e sono poi proseguite nelle altre località in cui si svolse la vicenda bellica. Julius Schlegel accompagnò le riprese sul posto, fornendo al regista i propri ricordi. Poiché non fu possibile girare il film a Montecassino, le scene interne furono riprese nel monastero di San Giacomo e nell'abbazia di Sant'Emmerano a Ratisbona. Altre riprese all'aperto furono girate nella brughiera di Fröttmaninger, concludendo il girato all'inizio di febbraio 1958.Nella post-produzione vennero aggiunti al film anche numerosi filmati originali della seconda guerra mondiale, comprese le immagini dei bombardamenti del monastero di Montecassimo. Il film è stato presentato in anteprima il 23 aprile 1958 al cine Universum di Stoccarda.

## Critica
La critica dell'epoca affermò che, sebbene il film fosse lodevole dal punto di vista della sua idea, come molti film di guerra contemporanei era stato realizzato "sotto una stella molto dubbia", poiché la sceneggiatura aveva trasformato gli eventi storici in "un amore abilmente costruito e un collage di guerra", realizzando così "un'opera molto superficiale che evita qualsiasi confronto con la realtà".
La figura del tenente Julius Schlegel venne descritta come "una figura sterile", servita solo come "figura leggera" del film, soprattutto per la riabilitazione dei soldati tedeschi. Anche la rivista Cinema criticò questo approccio: "È vero che l'ufficiale viennese Julius Schlegel ha salvato i beni culturali italiani. Ma che il regista di Winnetou Harald Reinl lo abbia trasformato in un personaggio superficiale è fastidioso. Conclusione: germogli di Wehrmacht storicamente imprecisi".

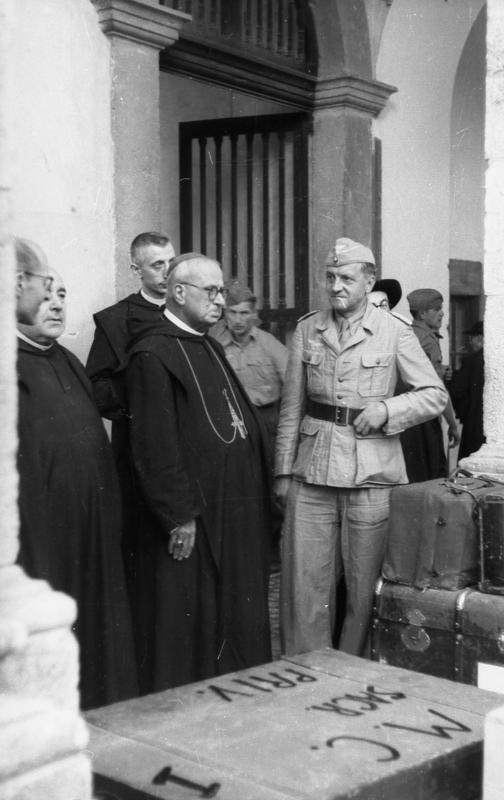
L'arciabate Gregorio Diamare supervisiona l'imballaggio di opere d'arte dell'abbazia
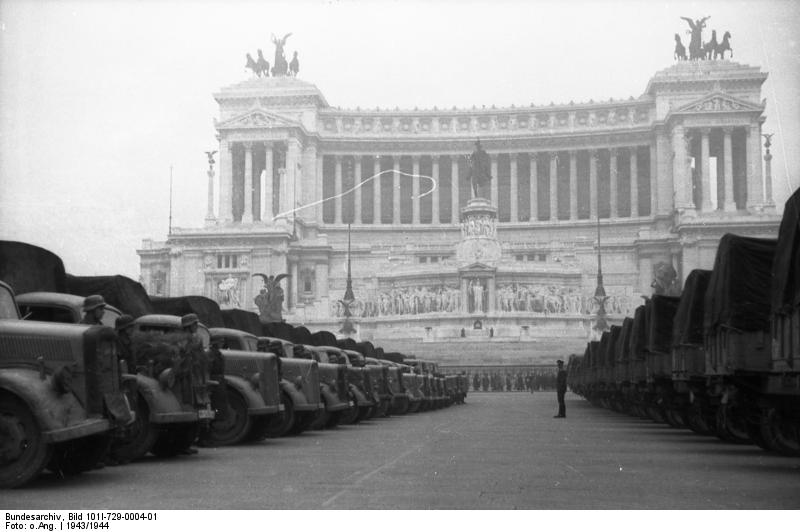
I camion usati per il trasporto a Roma
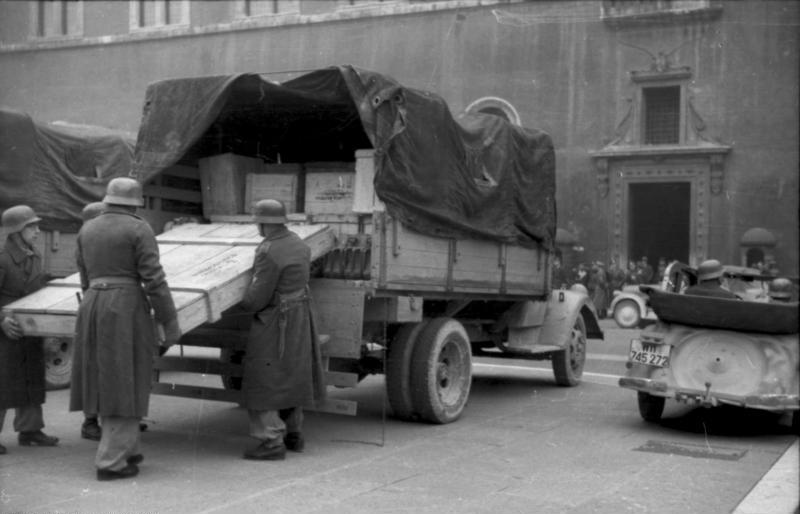
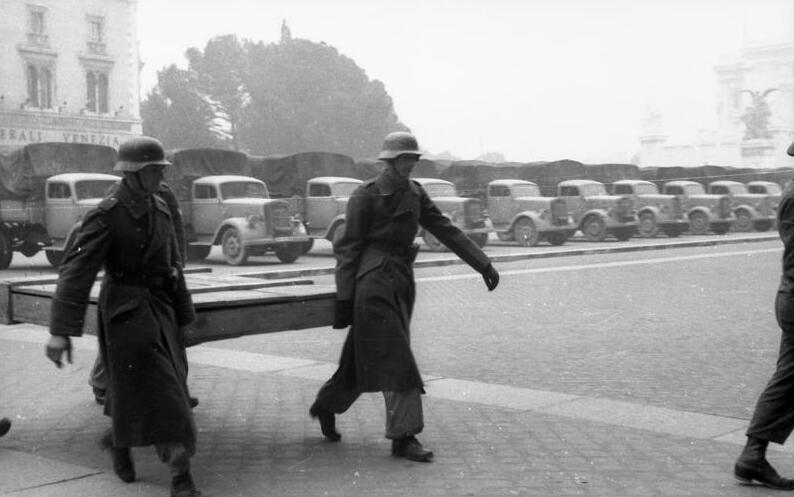
Scarico del materiale
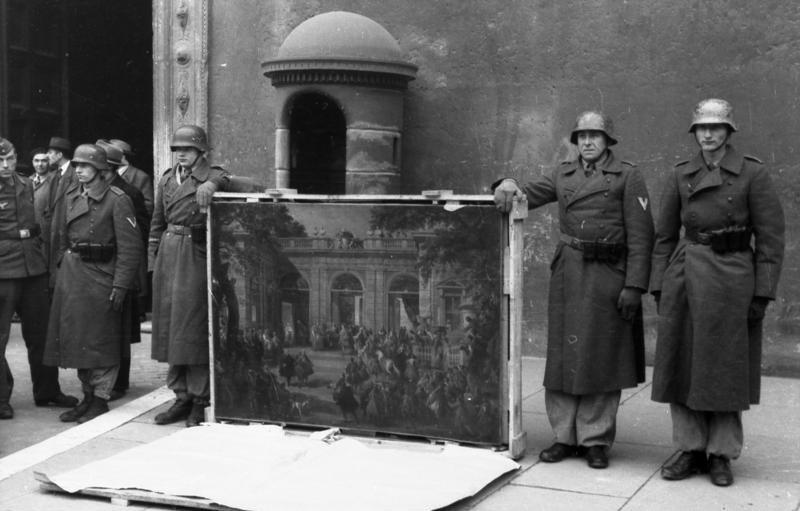
Uno dei quadri
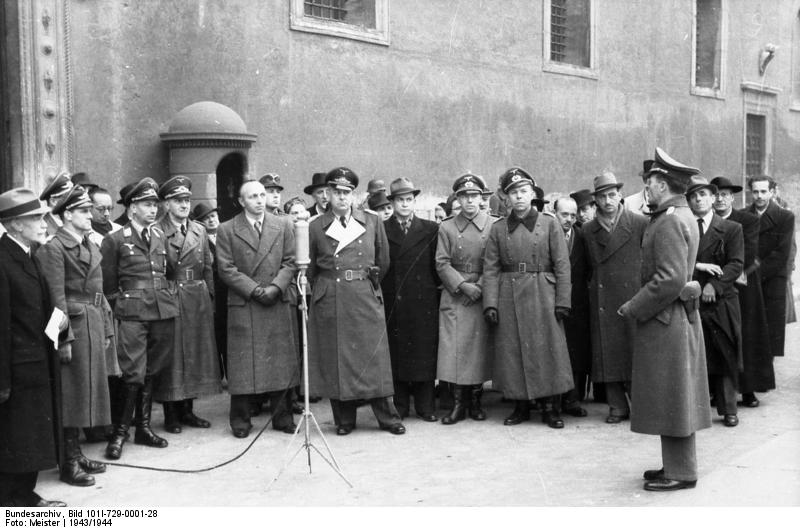
Cerimonia di consegna delle opere d'arte a Roma

Secondo Filmdienst si tratta di "un film di guerra che cerca una certa serietà, ma che, attraverso la sua imbarazzante superficialità e le imprecisioni storiche, ha solo ottenuto una banalizzazione: un misto precario di avventura ed epica eroica, preoccupata soprattutto dell'effetto sul pubblico".